# اوربل دل کاستییو
اوربل دل کاستییو (به اسپانیایی: Úrbel del Castillo) یک شهرستان در اسپانیا است که در استان بورگس واقع شده‌است.

## خصوصیات
اوربل دل کاستییو ۳۰ کیلومترمربع مساحت و ۱۰۰ نفر جمعیت دارد.